# Jordi Sarrà i Rabascall
Jordi Sarrà i Rabascall (Vila-seca, 13 de juny de 1935 – Reus, 28 de març de 1990) fou un pintor català. Va rebre les seves primera formació al taller de l'escultor Modest Gené, al Centre de Lectura de Reus. L'any 1950 amplia els seus estudis a l'Escola Superior de Belles Arts de Sant Jordi a Barcelona on va coincidir amb el professor Sorano Montagut i continua la seva formació a l'Escola d'Art de la Diputació de Tarragona.
L'any 1960 marxa a Paris on s'introdueix en el món artístic de l'època, gràcies als contactes amb Madame Utrillo, vídua del conegut pintor impressionista. Una etapa decisiva en la seva obra que rebrà les influències del fauvisme i l'impressionisme. L'any 1961 exposa a la galeria Cézanne de Cannes.
A finals dels anys 60 retorna a Catalunya tot i que manté contactes amb diversos artistes parisencs. L'any 1968 obté la XVII Medalla Tapiró de Plata de la Diputació de Tarragona. Durant els anys 70 i 80 va dur a terme diverses exposicions arreu de Catalunya. Morí a Reus el 28 de març de 1990.